# 野性の同盟
「野性の同盟」（やせいのどうめい）は、柴咲コウの柴咲の29枚目のシングル。
2015年11月25日にColourful Recordsより発売された。

## 概要
表題曲「野性の同盟」は、シンガーソングライターの椎名林檎によるプロデュース楽曲で、テレビ朝日系ドラマ『科捜研の女』第15シリーズの主題歌。映像作家の山田智和によるミュージック・ビデオも制作された。
カップリング曲には柴咲とandropの内澤崇仁との共作曲「メメントダイアリー」、テレビ埼玉・サンテレビ『AIとTOZのLOVE働く体操』テーマソングである「愛とスマイル愛とスマイル」を収録。

## 収録曲
CD
1. 野性の同盟(4:00)
作詞・作曲：椎名林檎／編曲：椎名林檎・斎藤ネコ[注 2]
2. メメントダイアリー(3:28)
作詞：柴咲コウ／作曲・編曲：内澤崇仁［androp］
3. 愛とスマイル愛とスマイル(3:48)
作詞：なかじましんや／作曲・編曲：川嶋可能
4. 野性の同盟 （Instrumental）(4:00)
5. メメントダイアリー（Instrumental）(3:28)
6. 愛とスマイル愛とスマイル（Instrumental）(3:44)

DVD (初回限定盤のみ)
1. 野性の同盟 （Music Video）
2. 野性の同盟 （Lyric Video）
3. ザ・プロフェッショナル 〜MV「野性の同盟」の世界〜